# Clostridioides difficile
Clostridioides difficile (tot 2018 Clostridium difficile) is een grampositieve, anaerobe, sporevormende, staafvormige bacterie. C. difficile komt veel voor in de natuur; in de bodem en in water, maar ook is het aantoonbaar in ontlasting van pluimvee en vele zoogdieren zoals: koeien, paarden, varkens, honden, katten en knaagdieren. De bacterie zelf veroorzaakt geen problemen, en kan worden beschouwd als normale darmflora.  Pas als de normale darmflora verstoort raakt, door bijvoorbeeld antibioticagebruik, kan deze bacterie klachten veroorzaken. Het primaire symptoom van C. difficile is diarree. 

## Achtergrond
Voorheen werd deze bacterie gerekend tot het geslacht Clostridium. In 2018 leidde nieuw genoomonderzoek tot een herindeling, waarbij men concludeerde dat de bacterie niet langer binnen dit geslacht paste. Er werd een nieuw geslacht geïntroduceerd: Clostridioides, dat inmiddels meer dan 150 soorten omvat, waaronder ook C. tetani en C. perfringens.
Een C. difficile-onsteking is de meest voorkomende oorzaak van antibiotica-geassocieerde diarree. De onsteking kan zeer variëren in ernst: van asymptomatisch, naar diaree; het kan ook verder ontwikkelen naar colitis pseudomembranacea of zelfs een toxische megacolon met een septische shock en de bijbehorende hoge mortaliteit als gevolg. 
Hoewel het beeld eerst vooral werd gezien als een iatrogeen, is er over de jaren sprake van een verhoogde incidentie van difficile-onstekingen buiten het ziekenhuis om. De nieuwere, hypervirrulente ondersoort, het ribotype 027, wordt vaak aangewezen als de oorzaak van de verhoogde incidentie en ernst van onstekingen. Ribotype 027 heeft in de jaren 2005–2008 voor verschillende uitbraken in Nederlandse zieken- en verpleeghuizen gezorgd. Het ribotype produceert een veel grotere hoelveelheid toxines, en is daarom virulenter dan andere veel voorkomende ribotypen. 
Omdat C. difficile zich makkelijk kan verspreiden over oppervlakten, en geen klachten veroorzaakt bij gezonde personen, is (breedspectrum-) antibiotica het grootste risico op het ontwikkelen van een difficile-onsteking.  Het gebruik van antibiotica verstoort de darmflora. Er vallen namelijk vele soorten bacterien onder de darmflora, die mogelijk verdelgd worden door een antibioticum. Hoe breder het antibioticum, hoe meer verschillende bacterien zullen verdwijnen, wat des te meer ruimte geeft voor de C. difficile-kolonie om zonder competitie te gaan woekeren en onsteken, wat dan wel klachten kan gaan veroorzaken. Verdere risicofactoren zijn onder andere: protonpompremmers, ouderdom, immunosuppressie, andere onderliggende ziektebeelden, eerdere C. difficile-ontstekingen, recente ziekenhuisopnames, langere ziekenhuisopnames. 
Bij 80% van de pasgeborenen en bij 9% van de volwassenen is deze bacterie aantoonbaar in de ontlasting (dus ook in hun darmstelsel). Bij verstoring van de overige darmflora kan overmatige groei optreden waardoor diarree al dan niet met complicaties kan ontstaan. Clostridium difficile ribotype 027 is herkend als een relatief virulente vertegenwoordiger. Deze bacterie wordt gerekend tot de ziekenhuisbacteriën, hoewel hij ook vaak voorkomt in woonzorgcentra of verpleeghuizen.
Overgroei van Clostridium difficile bij volwassenen kan ontstaan door het gebruik van antibiotica (antibioticum-geassocieerde colitis, colitis pseudomembranacea of clostridiumziekte). Alle antibiotica kunnen dit veroorzaken maar clindamycine, ampicilline en cefalosporinen worden vaak genoemd.
Sinds ca. 1985 werd een infectie met Clostridium difficile bestreden met metronidazol. Vanwege matige resultaten en het ontstaan van bijwerkingen zoals misselijkheid bij het gebruik van metronidazol, wordt anno 2018 vaker de voorkeur geven aan het specifiek tegen Clostridium difficile werkzame smalspectrum antibioticum fidaxomicine. In geval van resistentie tegen deze middelen kan als laatste mogelijkheid de inzet van vancomycine succesvol zijn bij de bestrijding van deze infectie. Recidieven komen vaak voor vanwege resistente sporen.
In VUmc in Amsterdam heeft in 2012 een experiment plaatsgevonden om met behulp van een hond Clostridium difficile op te sporen. Na twee maanden training was de hond in staat aan te geven of en waar de bacterie zich ergens bevond.
Een reeds in 1958 beschreven remedie tegen antibiotica geassocieerde darmontsteking is fecestransplantatie. De Nederlandse Donor Feces Bank (NDFB), onderdeel van het Leids Universitair Medisch Centrum, zamelt sinds 2016 feces in voor deze behandelwijze van Clostridium difficile. Ze stelt de speciaal bewerkte feces ook ter beschikking voor behandelingen in andere ziekenhuizen.